# Pholadomya
Genre
Espèce
Pholadomya est un genre de mollusques marins de la classe des bivalves et de la famille des Pholadomyidae.
L'espèce type du genre est Pholadomya candida, une espèce apparue au Miocène sur les côtes de l'Amérique du Sud et encore présente aujourd'hui sur la côte atlantique de Colombie.
Les espèces fossiles de ce genre sont présentes depuis l'ère Mésozoïque et sont fréquentes au Jurassique et au Crétacé ainsi qu'à l'Éocène (formation géologique des « Marnes à Pholadomya » du Priabonien du Bassin de Paris).

## Environnement
Pholadomya est un lamellibranche vivant dans le sédiment en fond de mer (endofaune). Ce sont des animaux fouisseurs et filtreurs des boues sédimentaires à des profondeurs très variables pouvant atteindre jusqu'à plus de 100 m (dans le Bajocien du Jura du sud en Suisse) et avec des salinités constantes (environnement sténohalin).

## Espèces
Parmi les espèces du genre Pholadomya :
- Pholadomya candida Sowerby, 1823 ;
- † Pholadomya lirata ;
- † Pholadomya margaritacea Sow. - argile yprésienne du nord de la France, de la Belgique et du bassin de Londres
- Pholadomya maoria Dell, 1963 = Parilimya maoria (Dell, 1963) ;
- † Pholadomya scutata.